# Farma
Farma (angl. farm = kmetija) je zemljišče, ki je namenjeno predvsem kmetijskim procesom s primarnim ciljem pridelave hrane in drugih poljščin; je osnovni objekt pri proizvodnji hrane. Ime se uporablja za specializirane enote, kot so orne zemlje, zelenjadnice, sadjarne, mlekarne, prašičereje in perutninske farme ter zemljišča, ki se uporabljajo za proizvodnjo naravnih vlaken, biogoriv in drugega blaga. Vključuje ranče, krmišča, sadovnjake, nasade in posestva, manjša posestva in kmetije za hobije ter kmetijo in kmetijske zgradbe ter zemljišča. V sodobnem času je bil izraz razširjen tako, da vključuje industrijske dejavnosti, kot so vetrne elektrarne in ribogojnice, ki lahko delujejo na kopnem ali morju.
Kmetovanje je samostojno izviralo iz različnih delov sveta, saj so se družbe nabiralcev lovcev preusmerile na proizvodnjo hrane in ne na zajemanje hrane. Morda se je začelo pred približno 12.000 leti z udomačitvijo živine v Rodovitnem polmesecu v zahodni Aziji, čemur je kmalu sledilo gojenje poljščin. Sodobne enote so po navadi specializirane za pridelke ali živino, ki najbolj ustrezajo regiji, njihovi končni proizvodi pa se prodajajo na maloprodajnem trgu ali so namenjeni nadaljnji predelavi ter se prodajajo po svetu.
Sodobne kmetije v razvitih državah so zelo mehanizirane. V Združenih državah lahko živino vzgojijo na gojiščih in krmiščih, mehanizacija pridelave poljščin pa je povzročila veliko zmanjšanje števila potrebnih kmetijskih delavcev. V Evropi tradicionalne družinske kmetije svoja posestva odstopajo večjim proizvodnim enotam. V Avstraliji so nekatere kmetije zelo velike, ker zemlja zaradi podnebnih razmer ne more podpirati velike gostote živine. V manj razvitih državah so kmetije običajno majhne, večina podeželskih prebivalcev pa je samooskrbnih kmetov, ki hranijo svoje družine in prodajajo morebitne presežke na lokalnem trgu.